# Incidente ferroviario di Pozzuoli
L'incidente ferroviario di Pozzuoli fu uno scontro fra treni della Ferrovia Cumana, verificatosi nella Galleria Cappuccini posta tra le stazioni di Pozzuoli e quella di Cappuccini, avvenuto sabato 22 luglio 1972.

## Dinamica dell'incidente

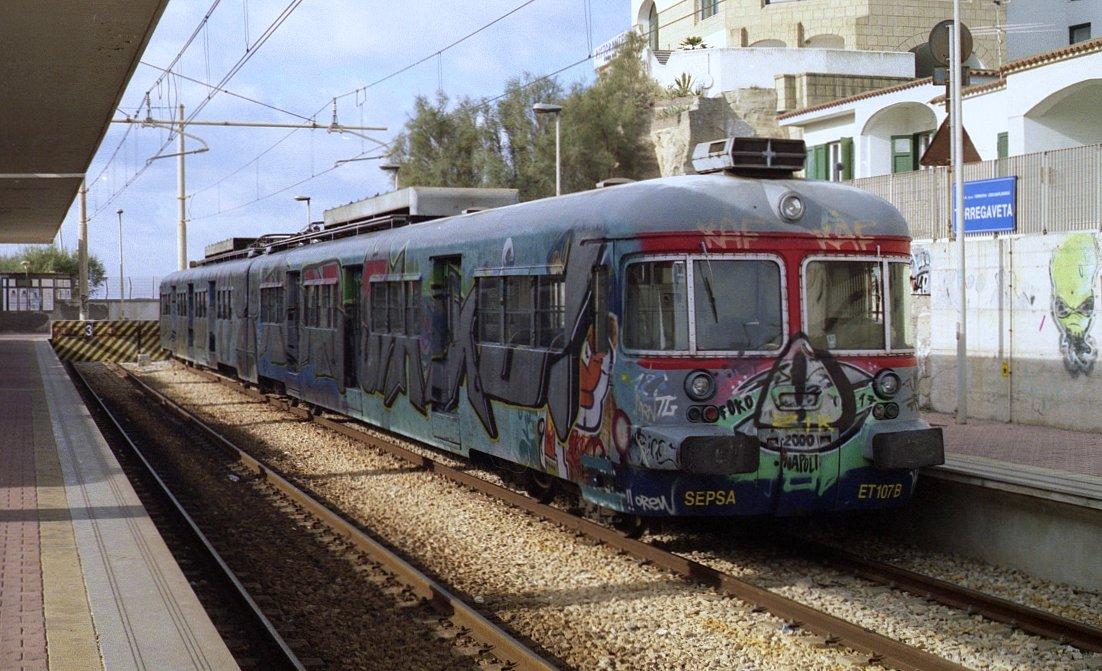
Un elettrotreno SEPSA ET107 identico ai due coinvolti nel disastro di Pozzuoli del 1972

I treni coinvolti erano due Elettrotreni SEPSA ET.100, convogli binati a trazione elettrica, la cui capienza superava i 400 posti, di cui circa 160 a sedere, aventi una velocità massima prossima ai 100 km/h.

Il treno 164/B partì dalla stazione di Fuorigrotta alle 16:59, carico di operai pendolari, in direzione Torregaveta, località da cui proveniva invece il treno 165 partito alle 16:55, carico di bagnanti, che rientravano dalle località balneari flegree come Lucrino e Arco Felice.

Il 165 arrivò nella stazione di Pozzuoli alle 17:10, ripartendo poco dopo in direzione Napoli.

I due convogli, instradati in direzioni opposte su una tratta a binario unico, impattarono frontalmente poco dopo le 17:15 all'interno della Galleria Cappuccini. Il violentissimo scontro fece penetrare le due motrici l'una nell'altra per oltre un metro e mezzo. I soccorsi furono immediati, i Vigili del Fuoco e la Croce Rossa lavorarono fino all'una di notte per recuperare tutti i feriti e deceduti, coadiuvati dai tanti civili intervenuti e soprattutto dagli operai dell'Italsider di Bagnoli, che fornirono anche fiamme ossidriche e bombole d'ossigeno.

I feriti, alcuni in condizioni gravissime, furono ricoverati nell'ospedale di Pozzuoli e nell'Ospedale di Santa Maria di Loreto Mare di Napoli, dove il giorno 23 ricevettero la visita del Presidente della Repubblica Giovanni Leone, che in quei giorni era in vacanza a Napoli ospite di Villa Rosbery.

## I treni coinvolti

I rottami di uno dei due elettrotreni

I resti di uno dei due convogli

- Elettrotreno SEPSA ET.100 164/B Napoli-Torregaveta, partito da Fuorigrotta alle 16:59, manovrato dal macchinista Renato Normanno. (24 anni);
- Elettrotreno SEPSA ET.100 165 Torregaveta-Napoli partito da Pozzuoli poco dopo le 17:10, manovrato dal macchinista Vincenzo Bolognini. (30 anni);

## L'inchiesta
Subito dopo l'incidente il Ministro dei trasporti Aldo Bozzi, tenne una riunione in Prefettura a Napoli. Furono aperte due inchieste, una dalla magistratura, nella persona di Alfonso Vigorita Procuratore Capo della Repubblica, l'altra dall'ispettorato della Motorizzazione Civile e dai dirigenti della Cumana, che affermarono che nessun guasto era occorso agli impianti elettrici al momento della sciagura. Fu anche riscontrato il perfetto funzionamento degli apparati di segnalamento, blocco automatico e telecomando, funzionanti con regolarità.

Subito dopo il disastro, il capostazione di Pozzuoli si rese irreperibile e ricercato dagli inquirenti per ascoltare la sua testimonianza.

Il 24 ottobre 1972 l'onorevole Gennaro Alfano presentò un'interrogazione parlamentare sul disastro ferroviario di Pozzuoli, a cui rispose il ministro dei trasporti e dell'aviazione civile:

(Il Ministro: Bozzi)
Anche al Senato, il 20 novembre 1972, i senatori Angelo Abenante, Carlo Fermariello, Gaspare Papa e Pietro Valenza presentarono un'interrogazione per conoscere le cause del disastro, le motivazioni delle mancate ristrutturazioni e costruzione del secondo binario e sulle provvidenze disposte per le famiglie delle vittime:

dal conduttore. Gli impianti di segnalamento e blocco della ferrovia «Cumana» sono tali da garantire la perfetta sicurezza dell'esercizio, quando gli agenti addetti al movimento ed i macchinisti rispettino le prescrizioni del regolamento d'esercizio...»
(Il Sottosegretario di Stato per i trasporti e l'aviazione civile: Cottoni)

## Le vittime
I cinque deceduti dell'incidente ferroviario furono il macchinista Vincenzo Bolognini (30 anni), i capotreni Silvio Tricarico (54 anni) e Giovanni Illiano, i passeggeri Nicola Liccardi (67 anni) e Maria Antonelli (51 anni).